# Ella Cinders
Pour l’article homonyme, voir Ella Cinders (film).

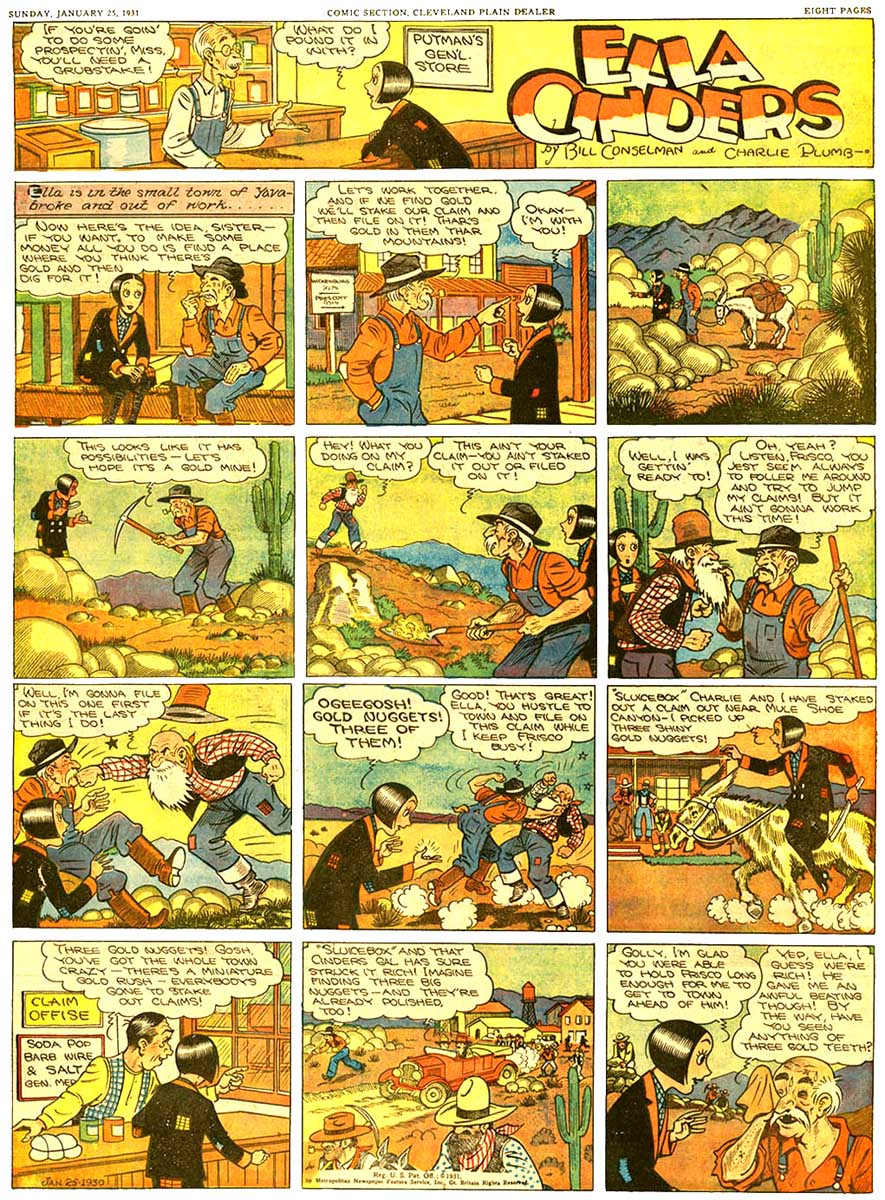
Page du dimanche 25 janvier 1931.

Ella Cinders est une série de bande dessinée américaine créée par le scénariste William M. Conselman et le dessinateur Charles Plumb. Diffusée sous forme de strip quotidien à partir du 1er juin 1925 par Metropolitan Newspaper Service (puis United Feature Syndicate en 1933), ce comic strip accède à la page dominicale en 1927, est reste diffusé jusqu'à son arrêt en 1961,.
Variation sur Cendrillon (Cindirella en anglais), Ella Cinders vit chez sa méchante belle-mère Myrtle et ses deux demi-sœurs, Lotta et Prissie Pill, avec pour seuls amis Blackie, son petit frère, et son petit ami Waite Lifter. Lauréate d'un concours de beauté lui permettant de s'établir à Hollywood avec Blackie, elle n'y trouve pas tout de suite de travail, mais épouse le prétentieux Patches, et tous trois vivent diverses aventures,.
De nombreux auteurs ont assisté Plumb, tels Hardie Gramatky, Morton Traylor (en), Henry Formhals (en), Jack W. Guire, Fred Fox, Roger Armstrong, etc,. Fred Fox a également succédé à Conselman après le décès de celui-ci en 1940, bien que le trip reste signé « Plumb ».
Alfred E. Green l'a adapté au cinéma en 1926 avec Colleen Moore dans le rôle-titre, et en roman par Conselman lui-même en 1930, Ella Cinders in Hollywood. Ella Cinders a fait l'objet de reprises en Big Little Books et en comic books entre 1938 et 1949.